# Municipio de Zickrick
El municipio de Zickrick (en inglés: Zickrick Township) es un municipio ubicado en el condado de Jones en el estado estadounidense de Dakota del Sur. En el año 2010 tenía una población de 13 habitantes y una densidad poblacional de 0,15 personas por km².

## Geografía
El municipio de Zickrick se encuentra ubicado en las coordenadas 43°46′50″N 100°31′20″O / 43.78056, -100.52222. Según la Oficina del Censo de los Estados Unidos, el municipio tiene una superficie total de 84.37 km², de la cual 84,37 km² corresponden a tierra firme y (0 %) 0 km² es agua.

## Demografía
Según el censo de 2010, había 13 personas residiendo en el municipio de Zickrick. La densidad de población era de 0,15 hab./km². De los 13 habitantes, el municipio de Zickrick estaba compuesto por el 100 % blancos. Del total de la población el 0 % eran hispanos o latinos de cualquier raza.